# بيبي راي
بيبي راي (بالإنجليزية: Baby Ray)‏ هو لاعب كرة قدم أمريكية أمريكي، ولد في 30 سبتمبر 1914 في تينيسي في الولايات المتحدة، وتوفي في 21 يناير 1986 في ناشفيل في الولايات المتحدة.

## وصلات خارجية
- بيبي راي على موقع مرجع كرة القدم المحترفة.كوم (الإنجليزية)